# Ернцен
Ернцен (њем. Ernzen) општина је у њемачкој савезној држави Рајна-Палатинат. Једно је од 235 општинских средишта округа Ајфелкрајс Битбург-Прим. Према процјени из 2010. у општини је живјело 429 становника. Посједује регионалну шифру (AGS) 7232033.

## Географски и демографски подаци
Ернцен се налази у савезној држави Рајна-Палатинат у округу Ајфелкрајс Битбург-Прим. Општина се налази на надморској висини од 310 метара. Површина општине износи 10,0 km². У самом мјесту је, према процјени из 2010. године, живјело 429 становника. Просјечна густина становништва износи 43 становника/km².